# التوأم الخماسي المتماثل
التوأم الخماسي المتماثل (باليابانية: 五等分の花嫁، بالروماجي: Go-Tōbun no Hanayome) حرفيًا (العرائس الخمس المتطابقات)، سلسلة مانغا يابانية من تأليف ورسوم نيغي هاروبا إنطلقت في مجلة شونين الأسبوعية التابعة لدار نشر كودانشا في أغسطس 2017 وإنتهت في فبراير 2020، تروي المانغا الأحداث اليومية لطالب الثانوية «فوتارو أويسوغي» والذي يتم تكليفه بوظيفة معلم خاص لخمس أخوات توأم هنّ (إيتشيكا، ونينو، وميكو، ويوتسوبا، وإيتسوكي) واللآت لهنّ مستوى أكاديمي منخفض، في بداية القصة يرى فوتارو في حلم بأنه سيتزوج من واحدة من التوأم الخماسي لكن تبقى هوية العروس الحقيقة مجهولة وتكشف عند قرب إنتهاء القصة.
أنتج أنمي تلفزيوني للمانغا من قبل ستوديو تيزوكا برودكشنز تم بث في اليابان بين يناير ومارس 2019، بالإضافة إلى موسم ثاني من إنتاج ستوديو بيبوري تم بثه بين يناير ومارس من عام 2021 بالإضافة إلى فيلم مكمل للقصة سيعرض في عام 2022.
لاقت السلسلة نجاح تجاري وصنفت خامس أكثر مانغا مبيعاً عام 2019، وثالث أكثر مانغا مبيعاً في النصف الأول من عام 2020 في اليابان، كما حصلت على جائزة كودانشا للمانغا الـ43 عن فئة الشونين عام 2019.

## القصة
تدور القصة حول الطالب الثانوية المتفوق أكاديمياً «فوتارو أويسوغي» والذي يعيش حياة صعبة بوفاة والدته وديون والده الكبيرة وعدم إمتلاكه لأصدقاء، لكنه يجد فرصة جيدة للعمل كمعلم خاص بمرتب عالي لخمس شقيقات توأم تحصيلهما الدراسي سيء كل منهنّ لديها شخصية مختلفة ولا يملكنّ أي إهتمام بالدراسة، عدد منهنّ يعارضنّ وجود فوتارو في المنزل كونه شخص غريب لكن فوتارو بمثابرته وعمله الدؤوب يقنع الفتيات الخمس تدريجياً على تقبله ثم على تحسين درجاتهن، على طول مسار القصة يطّور فوتارو علاقة مختلفة مع كل فرد من التوأم الخماسي، وبسبب حلم يراوده دائماً يدرك أن مصيره هو الزواج بإحداهن لكن هويتها مجهولة.

## الإنتاج
فكرة «وجود توأم خماسي يقع كل منهم بالحب مع نفس الشخص» موجودة فعلاً في عمل سابق للمؤلف بعنوان (رينغوكو نو كارما) لكن كان العمل في ذلك الوقت بسيط جداً، كما تم رفض الفكرة من قبل محرره، بعد إنتهاء العمل الأول بعام ناقش مع المحرر عمله التالي طارحًا عددًا من الأفكار منها فكرة «التوأم الخماسي»، والتي وافق عليها محرره هذه المرة، لكنه فشل في طرحها مرتين أو ثلاث مرات على لجنة التقييم، حتى تقرر لاحقاً نشر المانغا بشكل ون-شوت مبدئياً، لتلاقي القصة مراجعات إيجابية مما جعلها تنتقل لتصبح مانغا متسلسلة.
في الـ10 من فبراير 2020 أعلن المولف عن إنتهائه من رسم الفصل الأخير.

### الشخصيات
عند بداية كتابة القصة تقرر أن تكون البطولة لتوأم خماسي، وعندما طرحت أفكار أخرى حول توأم رباعي أو سداسي تم رفضها مباشرةً، أشار هاروبا إلى مشروع سوبر سينتاي عندما أتى بهذه الفكرة وعلى غرار الأخير يتم تمثيل التوائم بألوان مختلفة مثلاً (إيتشيكا؛ أصفر)، (نينو؛ أرجواني)، (ميكو؛ أزرق)، (يوتسوبا؛ أخضر)، (إتسوكي؛ أحمر)، وبدأ المؤلف بتصميم شخصيات التوأم بالإعتمات على شخصياته المفضلة التي ظهرت في أعمال من نوع (شريحة من الحياة للفتيات فقط) حوالي 15 إلى 20 شخصية، ثم إعطائهم أسماء رقمية بعد تأكيد التصميم.
تم وضع إختلاف يسهل تمييزه في ألوان شعر التوأم الخماسي وهو ما اقترحه هاروبا بنفسه بحيث تملك كل شخصية لون شعر مختلف بشكل طفيف عن الإخرى، ويكون لون شعر العروس في الحلم بدرجة وسطية بين الشخصيات الأخرى.

### القصة
التنبؤ المستقبلي في حلم فوتارو والذي يدل على أنه سيتزوج واحدة فقط من توأم عائلة ناكانو أزال منذ البداية إحتمالية زواجه مع جميع الشخصيات الخمس، والتي يمكن أن تكون نهاية كسولة، كما تقرر أيضًا بأن جميع أفراد التوأم الخمسة سيكون لهنّ مشاعر سلبية تجاه فوتارو في كل الأحوال عند بداية القصة لأن المؤلف هاروبا أراد أن يكتب عن كيفية تطور العلاقة من الكره إلى الحب خلال القصة، ماعدا شخصية يوتسوبا والتي يجب أن تكون مرشدة فوتارو لتحريك خيوط القصة.
في حين أنه من الطبيعي أن تصور المانغا الرومانسية الكوميدية الحريم بتصويرات جنسية، إلا أن المؤلف حاول تجنب ذلك إلى ما بعد المجلد الأول قدر الإمكان لإضفاء الغموض على الشخصيات وجعلها بشكل مشاهد غامضة وليست مباشرة، لكن مع هذا إعتقد المؤلف بضرورة وجود حلقة واحدة على الأقل تظهر فيها الشخصيات بملابس السباحة قبل إنتهاء القصة كما في الحلقة 92.

## وسائط متعددة

### مانغا
مانغا التوأم الخماسي المتماثل من تأليف ورسوم «نيغي هاروبا» صدرت بشكل ون-شوت في البداية بنفس الاسم في العدد الثامن لعام 2017 من مجلة شونين الأسبوعية التابعة لدار نشر كودانشا وتحديداً يوم 9 أغسطس 2017، حصلت القصة على العديد من التعليقات الإيجابية مما سمح بإنطلاقها كمانغا متسلسلة، في سنة 2019 أعلن المؤلف أن المانغا ستنتهي في المجلد الـ14 لها والذي صدر فعلًا في 19 فبراير 2020.
كما بدأ نشر إصدار ملون بالكامل للمانغا على موقع المانغا «ماغابوكي» يوم 26 فبراير 2020، وحتى الآن نشرت 9 مجلدات ملونة.

### أنمي
أعلن في العددين المشتركين 36 و37 من مجلة شونين الأسبوعية يوم 8 أغسطس 2018 عن إنتاج مسلسل أنمي تلفزيوني مبني على المانغا، من تنفيذ ستوديو تيزوكا برودكشنز بإخراج «ساتوشي كوابارا» وكتابة «كييتشيرو أوتشي»، تصميم الشخصيات من قبل «ميتشينوسكي ناكامورا» و«غاغاكوغا»، الموسيقى من ألحان «ناتسومي تابوتشي» و«هاناي ناكامورا» و«ميكي ساكوراي»، بدأ عرض الأنمي على شبكات تي بي إس [الإنجليزية] وتلفزيون سون وبي أس-تي بي أس اليابانية يوم 10 يناير وإنتهى في 28 مارس سنة 2019، بمجمل 12 حلقة.
أعلن في حدث خاص للأنمي يوم 5 مايو 2019 عن إنتاج موسم ثاني له، لكن مع تغييرات في طاقم العمل حيث تم تنفيذ العمل في ستوديو بيبوري بإخراج «كاوري»، وكتابة «كيتشييرو أوتشي»، تم تحديد موعد أكتوبر 2020 لعرض الأنمي، لكن تم تأجيله لاحقاً بسبب تأثيرات جائحة كورونا ليبدأ عرضه في 8 يناير وينتهي في 26 مارس 2021.
بعد إنتهاء عرض الموسم الثاني أعلن عن حصول الأنمي على تكملة، وفي 18 أبريل 2021 تم التأكيد بأن التكملة ستكون فيلم سيعرض في عام 2022.
أغنية بداية الموسم الأول بعنوان "مشاعر التوأم الخماسي" (五等分の気持ち، Gotōbun no Kimochi) من أداء الممثلات الخمس الرئيسيات (كانا هانازاوا، وأيانا تاكيتاتسو، وميكو إيتو، وأياني ساكورا، وإينوري ميناسي) تحت اسم "فتيات عائلة ناكانو الخمسة" (中野家の五つ子، Nakano-ke no Itsutsugo) وأغنية النهاية له بعنوان «علامة» (Sign) من أداء أيا أوتشيدا.
أغنية مقدمة الموسم الثاني بعنوان "هيئة التوأم الخماسي" (五等分のカタチ، Gotōbun no Katachi) وأغنية النهاية "الحب الأول" (はつこい، Hatsukoi) من أداء فرقة «فتيات عائلة ناكانو الخمسة».

### العاب
شخصيات السلسلة ظهرت في حدث مشترك مع لعبة الهاتف المحمول (فينوس 11 فيفيد!!؛ !!Venus 11 Vivid) بين 25 و31 مايو 2019. بينما صدرت لعبة الهاتف الأولى المبنية على السلسلة بعنوان "التوأم الخماسي المتماثل: التوأم الخماسي لايمكنه تقسيم الأحجية لخمسة أجزاء متساوية" (五等分の花嫁 五つ子ちゃんはパズルを五等分できない。، Go-tōbun no hanayome itsutsu-ko-chan wa Pazuru o go tōbun dekinai.) سنة 2020.
بالإضافة إلى رواية بصرية بعنوان "التوأم الخماسي المتماثل∬ : ذكريات الصيف أيضًا خمس أجزاء متماثلة" (～五等分の花嫁∬～夏の思い出も五等分، Quintessential Quintuplets ∬: Summer Memories) من تطوير ماغيس على منصة البلاي ستيشن 4 والنينتندو سويتش، تعرض القصة الأصلية لكن في بيئة جزيرة مهجورة، صدرت في 25 مارس 2021 في اليابان.

### معارض
برزت المانغا والأنمي في عدد كبير من المعارض حول اليابان منذ عام 2019 منها في طوكيو وأوساكا ونيغاتا وناغويا، بالإضافة إلى معرض عالمي أقيم في تايبيه؛ تايوان في يوليو 2020.

## الإستقبال

### المبيعات
في يناير 2019 وصلت مبيعات المانغا إلى (2 مليون) مجلد مطبوع متداول، وتجاوزت (3 ملايين) مجلد مطبوع بحلول فبراير 2019. في اليابان حلت المانغا في المركز الخامس بين سلاسل المانغا الأكثر مبيعاً لعام 2019، وفي المركز الثالث سنة 2020 بعد كل من (قاتل الشياطين وون-بيس).